# Super Héros Movie
Pour les articles homonymes, voir Superhero.
Pour plus de détails, voir Fiche technique et Distribution.
Super Héros Movie, ou Film de super-héros au Québec (Superhero Movie), est un film américain écrit et réalisé par Craig Mazin, sorti le 28 mars 2008. Il met en vedette Drake Bell, Sara Paxton, Leslie Nielsen et Christopher McDonald.
C'est une parodie de film de super-héros, dans la lignée de Scary Movie. Il parodie principalement Batman Begins et Spider-Man, mais aussi les  X-Men et Les 4 Fantastiques.
Le film débute un jour qu'il visite un laboratoire scientifique avec sa classe, Rick Riker découvre un plan de libellules génétiquement modifiées. C'est alors que l'un de ces insectes s'échappe et le mord. Se rendant compte que cette morsure l'a doté d'aptitudes hors du commun, il se confectionne un costume et décide de combattre le crime sous le nom de Libellule.

## Synopsis
Rick Riker est un élève impopulaire au lycée Empire. Il vit avec son oncle Albert, sa tante Lucille et son meilleur ami, Trey. Rick a le béguin pour Jill Johnson, mais elle sort avec le tyran Lance Landers. Un jour, la classe de Rick part en excursion scolaire dans un laboratoire de recherche animale dirigé par Lou Landers, l'oncle de Lance, un homme d'affaires souffrant d'un cancer en phase terminale. Au cours du voyage, Rick s'asperge d'un liquide à base de phéromones animales, ce qui fait qu'un groupe d'animaux se rassemble autour de lui, dont une libellule radioactive chimiquement améliorée, qui lui mord le cou.
Pendant ce temps, Lou crée une machine conçue pour guérir les maladies. En la testant sur lui-même, il retrouve une santé parfaite au prix de devoir drainer l'énergie vitale d'une victime par jour. Pour éviter d'être arrêté pour meurtre, Lou devient un super-méchant : L'homme sablier. Lors d'une foire scientifique , le corps de Rick change, ce qui crée un certain nombre de mésaventures. Il réalise plus tard qu'il a développé des super pouvoirs grâce à la morsure d'une libellule. Rick révèle son secret à son oncle et à Trey, et une dispute éclate entre lui et Albert. Le lendemain, alors qu'il se rend à la banque avec Lucille, Rick permet accidentellement à un braqueur de banque de s'enfuir avec l'argent volé. Le braqueur tire alors et blesse Albert.
Charles Xavier contacte Rick et lui présente son école de mutants, où Mme Xavier lui conseille de se fabriquer un costume pour devenir un vrai super-héros. De retour chez lui, Rick crée un costume de super-héros et se surnomme La Libellule. La Libellule commence à surveiller la ville et à combattre le crime, devenant rapidement une sensation médiatique malgré son incapacité à voler. Plus tard, La Libellule tente d'empêcher l'homme sablier de cambrioler un entrepôt rempli de "céryllium" dans le cadre de son plan diabolique, mais échoue, lorsque l'homme sablier est pris de tournis durant le combat et profite de la naïveté de Libellule pour chercher un endroit pour vomir avant de s'échapper
Plus tard dans la nuit, Jill est attaquée par des voleurs, mais Libellule la sauve et ils partagent un baiser. Pendant ce temps, Lou prévoit de construire une machine qui tuera des gens et lui donnera assez d'énergie vitale pour le rendre immortel. Plus tard dans la nuit, Lou et Lance dînent avec la famille de Rick et Jill, mais Lou apprend secrètement la véritable identité de Rick lorsqu'il remarque les mêmes blessures sur Rick que Libellule avaient durant leur combat dans l'entrepôt. Inventant une excuse gênante, lui et Lance partent. Lou revient quelques minutes plus tard avec ses pouvoirs de l'homme sablier et tue tante Lucille facilement après une tentative maladroite de Rick de vouloir protéger sa tante. Albert se réveille de son coma et apprend la mort de Lucille à cause de l'idiotie de son médecin traitant. Après ses funérailles, Jill rencontre Rick et lui propose de commencer une relation avec lui. Cependant, Rick craint pour sa sécurité et rejette Jill, la laissant blessée et furieuse.
Rick décide de mettre un terme à sa carrière de super-héros, mais sachant que l'homme sablier se rendrait à une cérémonie de remise de prix pour tuer des milliers de personnes, il demande à Albert de l'y emmener. Lors de la cérémonie, Lou dit à Rick que le Dalaï Lama est l'homme sablier, ce qui pousse la Libellule à attaquer le Dalaï Lama, provoquant le chaos. Pendant ce temps, Jill découvre que Lou est le super-méchant : l'homme sablier. Après plusieurs péripéties, Libellule arrive au toit de l'immeuble pour affronter l'homme sablier, au moment où il s'apprête à activer sa machine. Libellule parvient à détruire à la fois la machine et l'homme sablier en collant une bombe sablier sur l'entrejambe de l'homme Sablier.
L'explosion jette Jill du toit et Libellule plonge après elle, en se rappelant des conseils du Professeur Xavier et de son épouse, Libellule finit par se faire pousser des ailes et voler. Jill apprend que Rick est la libellule en raison d'une bague de famille qu'il porte exposée à travers un trou dans son gant et les deux commencent une relation. Après avoir été remercié pour avoir sauvé la ville, Rick s'envole avec Jill, mais les deux sont percutés de manière inattendue par un hélicoptère qui passe.
Dans une scène d'inter-crédit. Rick sous le costume de Libellule annonce si Trey veut devenir son acolyte, ce que Trey accepte avec joie.

## Fiche technique
- Titre : Super Héros Movie
- Titre québécois : Film de super-héros
- Titre original : Superhero Movie
- Réalisation : Craig Mazin
- Scénario : Craig Mazin
- Musique : James L. Venable
- Photographie : Thomas E. Ackerman
- Montage : Craig Herring
- Décors : Bob Ziembicki
- Costumes : Carol Ramsey
- Production : Craig Mazin, Robert K. Weiss et David Zucker
  - Producteur délégué : Matthew Stein, Robert et Harvey Weinstein
  - Producteur exécutif : David Siegel
- Société de production : Dimension Films
- Distribution :  États-Unis : Dimension Films et Metro-Goldwyn-Mayer,  France : TFM Distribution
- Budget : 35 000 000 $
- Pays :  États-Unis
- Langue : anglais
- Genre : parodie, fantastique, comédie
- Durée : 75 minutes
- Format : couleur - 1,85:1 - Format 35 mm
- Dates de sortie :
  -  Russie : 27 mars 2008 (première mondiale)
  -  États-Unis : 28 mars 2008
  -  Suisse romande[1] : 6 août 2008
  -  France,  Belgique : 4 juin 2008

## Distribution
- Drake Bell (VF : Damien Witecka ; VQ : Nicholas Savard L'Herbier) : Rick Riker / Libellule
- Sara Paxton (VF : Marie-Eugénie Maréchal ; VQ : Catherine Bonneau) : Jill Johnson
- Christopher McDonald (VF : Gabriel Le Doze ; VQ : Yves Soutière) : Lou Landers / l'Homme-Sablier
- Leslie Nielsen (VF : Bernard Dhéran ; VQ : Aubert Pallascio) : Oncle Albert Adams
- Kevin Hart (VF : Jean-Baptiste Anoumon ; VQ : Martin Watier) : Trey
- Marion Ross (VF : Louise Vincent ; VQ : Élizabeth Chouvalidzé) : Tante Lucille Adams
- Tracy Morgan (VQ : Gilbert Lachance) : Professeur Xavier
- Pamela Anderson (VF : Malvina Germain) : la Femme invisible
- Ryan Hansen : Lance Landers
- Simon Rex : la Torche Humaine
- Craig Bierko : Wolverine (sur l'affiche)
- Regina Hall (VF : Olivia Dalric) : madame Xavier
- Keith David : le chef de la police
- Brent Spiner (VF : Michel Voletti ; VQ : Luis de Cespedes) : docteur Strom
- Robert Joy (VQ : Jacques Lavallée) : docteur Stephen Hawking
- Sean Simms : Barry Bonds
- Aki Aleong : le Dalaï-Lama
- Jeffrey Tambor (VF : Gérard Darier ; VQ : Marc Bellier) : docteur Whitby
- Robert Hays : Blaine Riker
- Nicole Sullivan : Julia Riker
- Sam Cohen : Rick Riker jeune
- Marisa Lauren : Storm
- Kurt Fuller : le banquier
- Lil' Kim : la fille de Xavier
- Charlene Tilton : madame Johnson
- Miles Fisher : Tom Cruise

Source et légende : version française (VF) sur le site d’AlterEgo (la société de doublage)

## Parodies
Super Hero Movie parodie principalement Spider-Man et en détourne de nombreuses scènes. D'autres films sont représentés : 
- Batman Begins : l'assassinat des parents de Rick à la sortie d'un cinéma rappelle celui des parents de Bruce Wayne et c'est l'un des trois films principaux parodiés ;
- Les 4 Fantastiques : la Torche humaine et la Femme invisible apparaissent brièvement, et certains élèves de l'école des mutants peuvent allonger à l'infini leurs membres, comme Mr Fantastique et c'est l'un des trois films principaux parodiés ;
- The Girl Next Door : Rick observe Jill se déshabiller par la fenêtre ;
- Spider-Man : De nombreuses scènes ont été parodiées, les personnages de Libellule rappellent Spider-Man et celui de l'homme-sablier, le Bouffon Vert, la célèbre phrase : « Un grand pouvoir implique de grandes responsabilités »... C'est la parodie principale du film ;
- Spider-Man 2 : La scène où Rick abandonne son costume, permettant à la criminalité de monter en hausse, la scène où l'homme-sablier attaque Rick et sa tante Lucille alors qu'ils sont dans une banque et l'homme sablier cherche un diamant pour réussir son plan d'obtenir la jeunesse éternelle en aspirant l'énergie vitale de nombreux innocents ;
- Spider-Man 3 :  Le nom de l'homme sablier rappelle celui de l'Homme-sable ;
- Zebraman : La scène ou Rick reçoit enfin des ailes de libellules alors que lui et Jill s'apprêtent à finir leur chute depuis le toit de l'immeuble où Rick a vaincu l'homme-sablier.
- Destination finale : Rick sauve une vieille dame qui allait se faire écraser par un camion lancé à pleine vitesse et dont les freins ne marchent pas devant les passants qui admirent l'acte de bravoure de Rick jusqu'à ce qu'il découvre qu'elle finit broyée dans un broyeur de bois avec son chien ;
- X-Men : Rick est contacté par le professeur Xavier, qui lui présente son école et tente de lui révéler le secret de ses pouvoirs ;
- L'affiche est fortement inspirée de celle du film Scary Movie ;
- Y a-t-il un flic pour sauver la reine ? : la scène du fauteuil roulant juste avant la fin du film[4] ;
- Mission impossible : un sosie de Tom Cruise parle en même temps que la musique du film[4] ;
- Les Enchaînés : lorsqu'ils discutent à l'arrière de la voiture, des détails d'une fausse relation[4] ;
- Voyage au bout de l'enfer : la photo où le père de Rick, habillé d'une écharpe rouge, est forcé de jouer à la roulette russe avec le Vietnamien[4] ;
- Y a-t-il un pilote dans l'avion ?[4] ;
- Rocky 3, l'œil du tigre : on entend la musique du film[4] ;
- La série Gundam Wing : on entend la musique de la série[4] ;
- Lolita malgré moi ;
- vidéo 2 Girls 1 Cup : tatouage sur le bras façon gros dur quand il est ivre ;
- Le père de Rick, juste avant de mourir, conseille à son fils de vendre des actions d'une société prétendument sans avenir (Google) et d'acheter des actions d'Enron à la place. Dans la réalité, l'audit financier de cette société était parfait juste avant la faillite et la perte de leur retraite par ses salariés.

De plus, on peut noter que comme dans l'univers Marvel, certains personnages ont une initiale double : Rick Riker, Jill Johnson, Lou Landers…

## Production
Après le triomphe des premiers Scary Movie, Hollywood s'est tourné vers les parodies comme un moyen efficace de capitaliser sur des genres cinématographiques populaires. Les comédies absurdes et satiriques, bien que divisant souvent les critiques, plaisaient largement au public.
Le film devait initialement sortir en salle le 9 février 2007 sous le titre Superhero! sous la direction de David Zucker. Cependant, il a été retardé et le tournage du film a commencé le 17 septembre 2007 à New York, et le fauteuil de réalisateur a été transféré à Craig Mazin, Zucker étant repoussé au poste de producteur. Bien que le film ait été produit à New York, les scènes de survol utilisées comme transitions dans le film utilisent des images du quartier des affaires du centre-ville de Kansas City, dans le Missouri.
Ayant co-écrit Scary Movie 3 et Scary Movie 4, Mazin s’est fait une réputation dans ce genre. Avec Super Héros Movie, il a voulu s’éloigner du format collectif de Scary Movie pour se concentrer sur une histoire plus cohérente tout en conservant l’humour décalé.
Zucker a déclaré que le film parodiait principalement Spider-Man et Batman Begins, mais qu'il parodiait également X-Men, Les Quatre Fantastiques et Superman. Le producteur a précisé: « C'est une parodie de tout le genre des super-héros, mais celui-ci a probablement une intrigue plus unifiée, comme  Y a-t-il un flic pour sauver la reine ?.»

## Accueil

### Accueil critique
Super Héros Movie a reçu des critiques généralement négatives de la part des critiques. Sur Rotten Tomatoes, le film a un taux d'approbation de 16 % basé sur 51 critiques avec une note moyenne de 3,80/10. Le consensus critique du site se lit comme suit : «Super Héros Movie n'est pas le pire du genre parodique, mais s'appuie tout de même sur des gags fatigués et des références à la culture pop lamentables.» 
Sur Metacritic, le film a un score de 33 sur 100 basé sur 14 critiques, indiquant « des critiques généralement défavorables ». 
Les audiences interrogées par CinemaScore ont donné au film une note moyenne de « C+ » sur une échelle de A+ à F.

## Box-office

### Performances au box-office
Lors de son premier week-end, le film a rapporté 9 510 297 $ dans 2 960 cinémas, soit une moyenne d'environ 3 212 $ par salle, et s'est classé n°3 au box-office. Il a rapporté 25 881 068 $ en Amérique du Nord et 45 285 554 $ à l'international, pour un total de 71 166 622 $ de recettes au box-office mondial,.
| Pays                          | Box-office      | Nbre de sem. | Classement TLT | Date                |
| Box-office mondial            | 71 127 610 USD  | 120 jours    | 39e (en 2008)  | au 24 juillet 2008  |
| Box-office États-Unis/ Canada | 25 864 428 USD  | 119 jours    | 1 911e         | au 24 juillet 2008  |
| Box-office France             | 207 569 entrées | 4 sem.       | -              | au 1er juillet 2008 |
| Box-office Suisse             | 27 824 entrées  | -            | -              | -                   |
| Box-office Paris              | 63 106 entrées  | 4 sem.       | -              | au 1er juillet 2008 |

### Sortie DVD
Le film Super Héros Movie est sorti en DVD le 8 juillet 2008. Il est sorti en version cinéma classée PG-13 (75 min) et en version longue (81 minutes). Le DVD long comprend des commentaires de Zucker, Weiss et Mazin, des scènes coupées et une fin alternative. Il existe également une version exclusive du film qui est la version PG-13 avec les bonus de la version non classée et encore plus de scènes coupées.
- Commentaire audio du scénariste/réalisateur Craig Mazin et des producteurs David Zucker et Robert K. Weiss — Version longue uniquement
- Scènes supprimées
- Fin alternative
- Petit reportage « Rencontrez le casting »
- L'art du spoofing, reportage
- Bande annonce cinéma

Le DVD européen (Région 2) possède le certificat 15 et toutes les fonctionnalités de la version étendue de la région 1.

## Commentaires
Produit dans le sillage de la série à succès Scary Movie, Super Héros Movie cultive le même humour parodique, ridiculisant systématiquement les codes d'un genre cinématographique précis. Après les films d'horreur contemporains, les histoires d'amours de Sexy Movie (2006), les épopées fantastiques de Big Movie (2007) puis les films catastrophe de Disaster Movie (sorti dans la même année en 2008), cette nouvelle comédie tourne en dérision les adaptations à l'écran des super-héros de bandes dessinées, particulièrement foisonnantes dans les années 2000.
Conformément à la tradition du genre, la distribution inclut l'incontournable Leslie Nielsen, qui, l'âge avançant, cède pourtant volontiers la vedette à des comédiens plus jeunes. Il y croise à nouveau l'acteur Robert Hays, son partenaire dans le titre fondateur Y a-t-il un pilote dans l'avion ? (1980). Dans le rôle de tante Lucille, on reconnait également Marion Ross qui incarna, dix années durant, la mère de famille modèle, Marion Cunningham, dans la mythique série télévisée Les Jours heureux (1974-1984).
Le casting pour la version française se compose en partie des comédiens ayant doublé dans les films Spider-Man de Sam Raimi : 
- Damien Witecka, qui doublait Peter Parker / Spider-Man, double ici Rick Riker/Libellule ;
- Marie-Eugénie Maréchal, qui doublait Mary-Jane Watson, double ici Jill Johnson ;
- Gabriel Le Doze, qui doublait le docteur Octopus, double ici Lou Landers/l'Homme-Sablier.

## Musique
Sara Paxton a interprété la chanson entendue pendant le générique, intitulée « I Need A Hero », qu'elle a également écrite avec Michael Jay et Johnny Pedersen.

### Chanson
| "Superhero! Chanson"              | "Superhero! Chanson"                    |
| Single promotionnel de Drake Bell | Single promotionnel de Drake Bell       |
| --------------------------------- | --------------------------------------- |
| Sortie                            | 8 avril 2008 (téléchargement numérique) |
| Enregistrement                    | 2007–2008                               |
| Genre                             | Pop-rock                                |
| Durée                             | 3:14                                    |
| Production                        | Universal Republic                      |
| Auteur(s)-compositeur(s)          | Drake Bell, Michael Corcoran            |
| Producteur(s)                     | Backhouse Mike                          |

La star du film Drake Bell a composé (avec Michael Corcoran) et enregistré une chanson pour le film intitulée « Superhero! Song » pendant la post-production du film. Sa co-star Sara Paxton a assuré les chœurs pour la chanson. Cette chanson peut être entendue dans le générique du film, mais elle est créditée comme étant intitulée « Superbounce ». Elle est apparue à l'origine sur la page Myspace Music de Bell. Elle est sortie sur iTunes Store en single téléchargeable numériquement le 8 avril 2008.